# Agrupación guerrillera de Levante y Aragón
La Agrupación guerrillera de Levante y Aragón (A.G.L.A.) fue la agrupación guerrilla antifranquista más importante que tuvo el Partido Comunista de España dentro de España durante los años 1940. 

## Historia

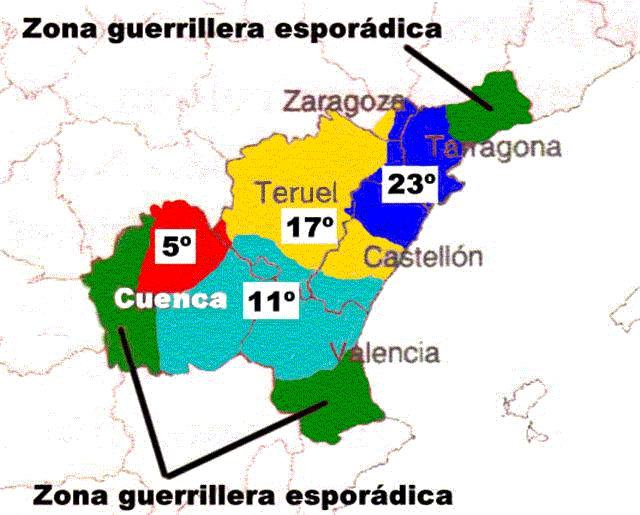
Sectores de la A.G.L.A.

En un principio estaba estructurada en tres sectores, la Agrupación guerrillera de Levante (AGL), que más adelante pasarían a ser cuatro debido a la intensa actividad. Cada sector estaba formado por brigadas, batallones y compañías, formando una verdadera jerarquía militar. El primer comandante de la AGL, designado por el PCE fue Vicente Galarza, Andrés, que sería fusilado en julio de 1947. 
- El 5.º Sector cubría Cuenca, parte de Teruel y de Guadalajara.
- El 11.º Sector actuaba en Cuenca, Valencia, Teruel y Castellón.
- El 17.º Sector comprendía la mayor parte de la provincia de Teruel, y Castellón.
- El 23.º Sector, que actuaba en parte de Zaragoza, Tarragona, Castellón y Teruel, surgió de la división del 17.º sector.

La A.G.L.A. se distingue por estar en continuo movimiento, tanto de hombres como de operaciones militares. Los sabotajes, golpes económicos, requisas, ajusticiamientos y enfrentamientos contra la Guardia Civil son constantes. Por el contrario, el régimen franquista no repara en medios humanos ni materiales para contrarrestar dichas operaciones, con lo que las bajas, las deserciones y detenciones por parte de los guerrilleros se hacen sentir.
Continuamente hay un flujo de hombres de un sector a otro según sea necesario y se avance en la lucha, así como las bajas se intentan suplir con puntos de apoyo “quemados” o huidos de la represión.
Los jefes de sector son nombrados por el jefe de la Agrupación o por órdenes desde Francia o Valencia. Así, tenemos que varios sectores cambiaron de jefe varias veces en los años que permaneció la A.G.L.A. en el monte, unas veces por cambios estratégicos y otras por suplir la baja en combate del anterior.
- En el 5.º Sector, la jefatura la ocuparon Victoriano Anastasio Serrano “Capitán”, Antonio Gil “Medina”, Atilano Quintero “Tomas” y Fulgencio Jiménez “Rodolfo”.

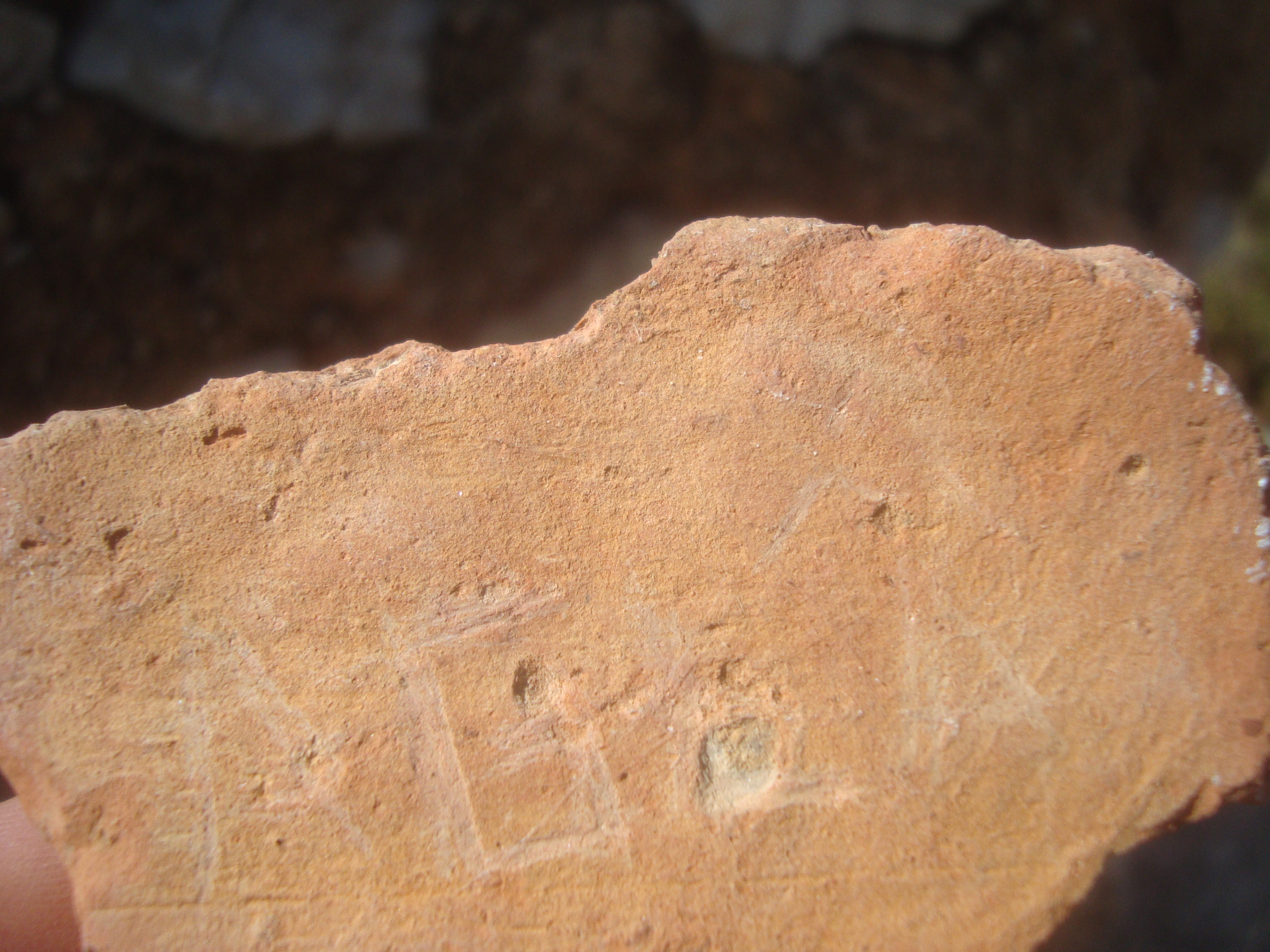
Tablilla grabada por un "maqui" con las siglas A.G.L.A. (Agrupación guerrillera de Levante y Aragón).

- Tablilla grabada por un "maqui" con las siglas A.G.L.A. (Agrupación guerrillera de Levante y Aragón).En el 11.º Sector, Florián García Velasco “Grande”, estuvo siempre al frente del mismo.
- En el 17.º Sector, Ángel Fuertes Vidosa “Antonio”, Francisco Corredor Serrano “Pepito el Gafas” y Germán Amorrortu “Manso”.
- En el 23.º Sector, Jesús Caellas Aymerich “Carlos”

El hábitat de la A.G.L.A., al contrario que en otras zonas de España, será la montaña. Las guerrillas del norte –Asturias y León- con las limitaciones que suponía su climatología más o menos extrema, hacia que prácticamente, salvo excepciones, fueran las casas de enlaces los lugares de refugio. En la zona de actuación de la A.G.L.A., la serranía les daba cobijo, con zonas escarpadas llenas de matorral y bosque, de difícil acceso, con lugares altos con amplia visibilidad, habitada por pastores, agricultores, resineros, con rentos, masías, majadas, molinos y pequeñas aldeas. Allí, la vida dura de unos hombres emboscados, siempre al acecho y con normas básicas para despistar al enemigo, se entrelazó entre fatigosas caminatas nocturnas y obligados descansos de día sacando tiempo para la preparación política y militar, organización del campamento, asignación de servicios, discusión de acciones, leer, escribir, etc. Muchos de los guerrilleros que se echaron al monte analfabetos, aprendieron a leer y escribir, siendo la montaña su verdadera escuela.
Los campamentos variaban en su ubicación y construcción. Desde simples refugios para pernoctar unas pocas noches, como el caso del de Vago Centeno en Santa Cruz de Moya, construido con piedras a modo de parapeto, con el espacio para varios hombres y cubierto con lonas, hasta grandes espacios, con construcciones fijas, compuestas de chabolas de troncos y piedras cubiertas con ramas, provistos de todo lo necesario para vivir meses en ellos, como el Campamento Escuela de Tormón. El agua era fundamental, y siempre había algún riachuelo o fuente natural cercano a los mismos, siendo la noche, la aliada para surtirse de ella. Para el aprovisionamiento, también se elegían los emplazamientos cerca de poblaciones. 
A diferencia de las demás zonas en España, la Agrupación Guerrillera de Levante y Aragón denominaba a las personas, familias o grupos que ayudaban de una manera u otra al sostenimiento material de la guerrilla, como “Puntos de Apoyo”. Esta verdadera guerrilla del llano era conocida como “Enlaces” en las zonas donde no actuaba la A.G.L.A. Los “enlaces” en Levante y Aragón eran guerrilleros experimentados que hacían viajes a pie hasta Francia para enlazar con el partido y volver con órdenes, material, propaganda y algún guerrillero pasado desde Francia. Así mismo, estos propios enlaces [u otros] eran los que recorrían la distancia entre sectores para llevar guerrilleros, armas y mandatos de uno a otro campamento. En muchas ocasiones, el régimen franquista ejercía su represión más agresiva contra los "puntos de apoyo", como una forma de debilitar a la guerrilla: en la masacre de Monroyo de 1947, entre seis y ocho personas, algunas de ellas familiares o enlaces del maquis, fueron ejecutadas sin juicio.

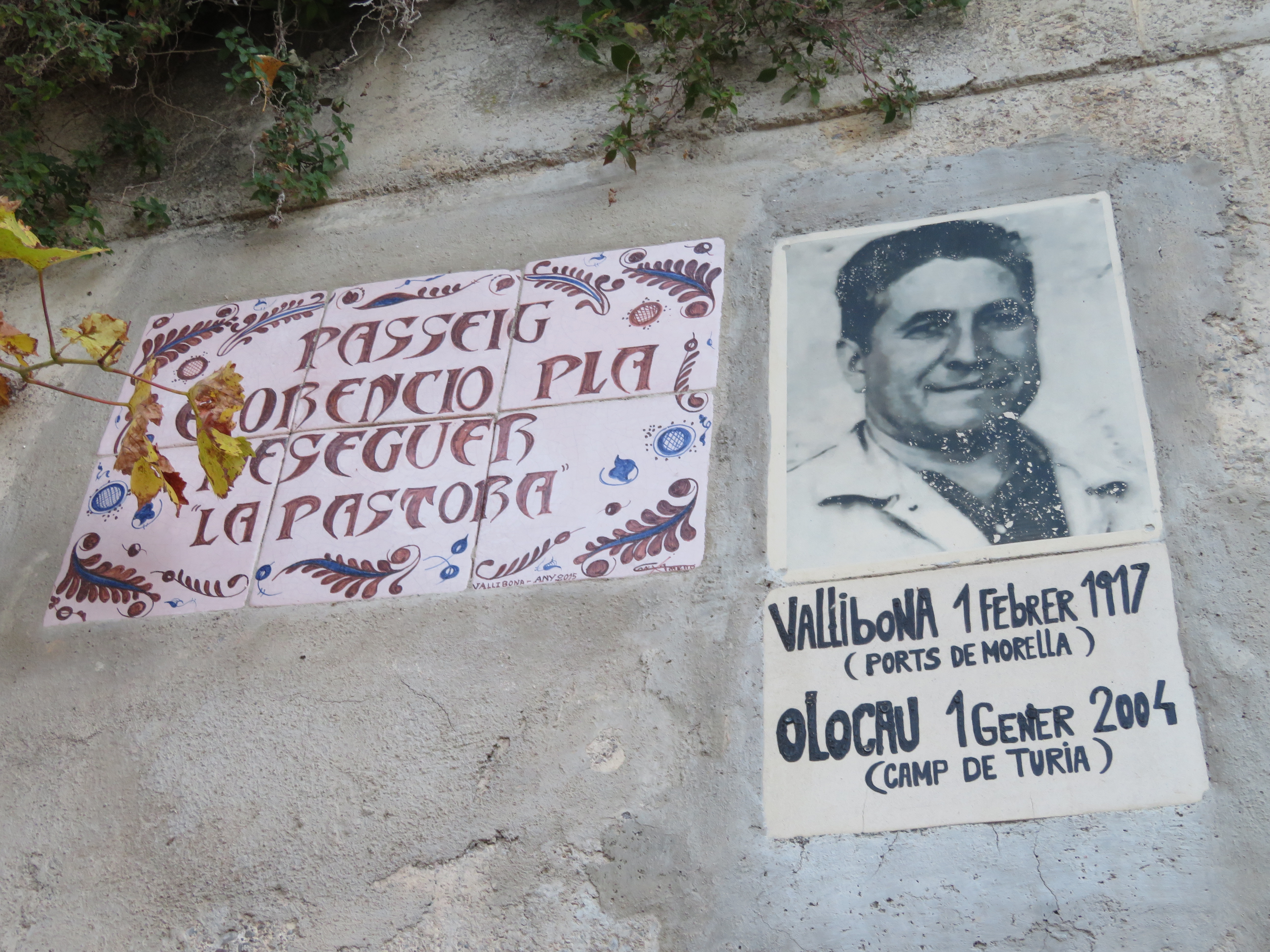
Callejero del municipio de Vallibona, Paseo a nombre de Florencio Pla Meseguer, alias La Pastora (Tresot) que fue un conocido guerrillero español del maquis.

La A.G.L.A. disponía de un campamento de capacitación guerrillera en la Muela Mediana (sierra de Albarracín, Montes Universales), cerca de Tormón y Jabaloyas (Teruel), dirigido por Francisco Corredor, Pepito el gafas, donde se efectuaba instrucción política y cultural, además de uso de armamento y explosivos, y se editaba El Guerrillero. 
El campamento fue asaltado en diciembre de 1947 por centenares de guardias civiles, aunque los guerrilleros pudieron huir con sólo una baja. 
Entre 1946 y 1948 la A.G.L.A. estableció el campamento de «Morro del Gorrino», en Salvacañete, uno de los más activos. 
En verano de 1946 mueren dos guerrilleros en un tiroteo y unos días más tarde estos matan a un supuesto confidente de la Guardia Civil. El 16 de febrero de 1947 los maquis asaltan el recinto Tormeda y el 6 de enero de 1948 finalmente el campamento es asaltado por la guardia civil, muriendo la cabeza del sector, Valencia y siendo capturados el resto de maquis. 
El 17 de febrero de ese mismo año tuvo lugar el asalto del autobús de línea que recorría el trayecto desde Alcorisa hasta Cantavieja, más conocido como El Caimán, en el Barranco de los Degollados.La pareja de la Guardia Civil que escoltaba el auto intentó impedir el asalto de los maquis, pero a uno se le redujo enseguida y el otro logró escapar.Los maquis, desalojaron el autobús  y le prendieron fuego. Mientras esto ocurría, apareció un civil con su vehículo particular viéndose envuelto en la refriega. El civil, propietario de numerosas fincas y teniente de alcalde de Villarluengo. Fue retenido por los asaltantes que se lo llevaron al monte donde le disparó varias  veces dejándole abandonado pensando que estaba muerto, tras haberle dado el tiro de gracia. La situación del teniente de alcalde era dramática pues estaba gravemente herido, sin visión, al haberle saltado un ojo con aquel último disparo. Estuvo deambulando, desorientado, por el monte hasta que fue hallado por una patrulla que estaba siguiendo la pista de los “bandoleros” -término con el que el franquismo denominó a los maquis- cuyos miembros lo reconocieron y le llamaron a gritos por su nombre, identificándose también, al ver que intentaba huir, pensando que se trataba, de nuevo, de los guerrilleros. Así pudieron llevarlo al pueblo donde le realizaron las primeras curas de urgencias para ser trasladado posteriormente a Zaragoza, donde estuvo ingresado en un hospital durante un tiempo.
El 4 de mayo de 1948 la guardia civil descubre el campamento general del 23.avo Sector en la parte más montañosa del término de la La Cenia, siendo asaltado el 24 de mayo; lo encuentran desocupado, requisando documentación. El 7 de noviembre de 1949 la guardia civil asaltaba el campamento de la guerrilla en Cerro Moreno, provincia de Cuenca, matando a 12 guerrilleros que la dirección del PCE había enviado desde Francia para retomar la dirección de la guerrilla y convertirla en un órgano de resistencia política. Esta matanza marcó el principio del fin de la AGLA. En 1950, el PCE envió a varios guerrilleros, entre ellos José Gros y Adelino Pérez Salvat "Teo", con la misión de desmantelar la Agrupación y evacuar a los guerrilleros a Francia. Los últimos guerrilleros salieron hacia Francia en 1952 en un grupo comandado por el jefe del 11.º sector, Florián García Velasco "Grande".

## Relación de Campamentos Guerrilleros de la A.G.L.A.
| Campamentos Guerrilleros A.G.L.A.   | Campamentos Guerrilleros A.G.L.A. | Campamentos Guerrilleros A.G.L.A. | Campamentos Guerrilleros A.G.L.A. |
| ----------------------------------- | --------------------------------- | --------------------------------- | --------------------------------- |
| Campamento                          | Zona                              | Provincia                         |                                   |
| Armallones                          | Armallones                        | Guadalajara                       |                                   |
| Barranco de los Chorrillos          | Hortunas                          | Valencia                          |                                   |
| Cabeza del Royo                     | Henarejos                         | Cuenca                            |                                   |
| Cabrejas                            | Montes de Jábaga                  | Cuenca                            |                                   |
| Campo Arcis                         | Campo Arcis                       | Valencia                          |                                   |
| Casas de Melchor                    | Benagéber                         | Valencia                          |                                   |
| Casas de Moya                       | Casas de Moya                     | Valencia                          |                                   |
| Casas del Marqués                   | Santa Cruz de Moya                | Cuenca                            |                                   |
| Cerro la Banderola                  | El Rebollar                       | Valencia                          |                                   |
| Cerro Moreno                        | Santa Cruz de Moya                | Cuenca                            |                                   |
| Chera                               | Chera                             | Valencia                          |                                   |
| Cueva Rio Cabriel                   | Los Isidros                       | Valencia                          |                                   |
| Cueva Sierra Derrubiada             | Rio Cabriel                       | Valencia                          |                                   |
| Cuevas Blancas                      | La Fonseca                        | Cuenca                            |                                   |
| Cuevas del Regajo                   | Camarena                          | Teruel                            |                                   |
| Dehesa de Cotillas                  | Valdecabras                       | Cuenca                            |                                   |
| Del Carbón                          | Vallibona                         | Castellón                         |                                   |
| El Cambrón                          | El Cambrón                        | Cuenca                            |                                   |
| El Campichuelo                      | Arcos de la Sierra                | Cuenca                            |                                   |
| El Hundido                          | Alto Tajo                         | Guadalajara                       |                                   |
| El Reatillo                         | Siete Aguas                       | Valencia                          |                                   |
| Els Ports                           | La Cenia                          | Tarragona                         |                                   |
| Escuela Guerrillera - Aguaviva      | Aguaviva                          | Teruel                            |                                   |
| Escuela Guerrillera - Las Alhambras | Manzanera                         | Teruel                            |                                   |
| Escuela Guerrillera - Tormón        | Tormón                            | Teruel                            |                                   |
| Fuente del Rebollo                  | Aras de Alpuente                  | Valencia                          |                                   |
| Fuente García                       | Salinas de Valdetablado           | Teruel                            |                                   |
| La Campana                          | Tuéjar                            | Valencia                          |                                   |
| Cañada de Benatanduz                | Villarluengo                      | Teruel                            |                                   |
| La Capitana                         | Calles                            | Valencia                          |                                   |
| La Cerollera                        | La Cerollera                      | Teruel                            |                                   |
| La Choquetera                       | Vallibona                         | Castellón                         |                                   |
| La Marañada                         | Reillo                            | Cuenca                            |                                   |
| La Nogueruela                       | Ciudad Encantada (cerca)          | Cuenca                            |                                   |
| La Olmedilla                        | La Pesquera                       | Cuenca                            |                                   |
| La Pardala                          | Sinarcas                          | Valencia                          |                                   |
| Las Carretadas                      | Mosqueruela                       | Teruel                            |                                   |
| Las Navas                           | Camarena                          | Teruel                            |                                   |
| Los Becerriles                      | Nogueruelas                       | Teruel                            |                                   |
| Los Callejones de Abarca            | Valdecabras                       | Cuenca                            |                                   |
| Monte Agudo                         | Monte Agudo de las Salinas        | Cuenca                            |                                   |
| Monte Carramacho                    | Cabra de Mora                     | Teruel                            |                                   |
| Montsià                             | Sierra del Montsià                | Tarragona                         |                                   |
| Morro del Gorrino                   | Salvacañete                       | Cuenca                            |                                   |
| Pajaroncillo                        | Pajaroncillo                      | Cuenca                            |                                   |
| Pantano Contreras                   | La Pesquera                       | Cuenca                            |                                   |
| Peña Chiva                          | Santa Cruz de Moya                | Cuenca                            |                                   |
| Peña Cortada                        | Cuenca                            | Cuenca                            |                                   |
| Peña del Enjambre                   | Santa Cruz de Moya                | Cuenca                            |                                   |
| Peña Lobera                         | Santa Cruz de Moya                | Cuenca                            |                                   |
| Pico Chera                          | Sierra Picochera                  | Valencia                          |                                   |
| Pico la Morcona                     | Boniches                          | Cuenca                            |                                   |
| Pico Ranera                         | Talayuelas                        | Cuenca                            |                                   |
| Pinada Pitarque                     | Pitarque                          | Teruel                            |                                   |
| Puntal Hoya de los Ajos             | Valdecabras                       | Cuenca                            |                                   |
| Quebradas del Morrón                | La Pesquera                       | Cuenca                            |                                   |
| Refalgarí                           | La Cenia                          | Tarragona                         |                                   |
| Rento del Cura                      | Talayuelas                        | Cuenca                            |                                   |
| Rentos Orchova                      | Santa Cruz de Moya                | Cuenca                            |                                   |
| Rio Regajo                          | Camarena                          | Teruel                            |                                   |
| Salinas de Valdetablado             | Hoces-Serranía Cuenca             | Cuenca                            |                                   |
| Torrijas                            | Torrijas                          | Teruel                            |                                   |
| Turmell                             | Sierra de Turmell                 | Castellón                         |                                   |
| Umbría Negra                        | Casas Altas                       | Valencia                          |                                   |
| Vago Centeno                        | Santa Cruz de Moya                | Cuenca                            |                                   |
| Villar de Tejas                     | Villar de Tejas                   | Valencia                          |                                   |
| Villarejo de la Peñuela             | Villarejo de la Peñuela           | Cuenca                            |                                   |